# Кузьминовское нефтяное месторождение
Кузьминовское нефтяное месторождение открыто в 1939 году возле деревни Кузьминовка, которая является частью города Ишимбая. Включается в комплексное Ишимбайское нефтяное месторождение (Ишимбайская группа нефтяных месторождений) (куда входило открытое в 1932 году Ишимбаевское нефтяное месторождение). В том же году в том же районе Второго Баку открыто Термень-Елгинское нефтяное месторождение, Буранчинское нефтяное месторождение.
Геологически находится в пределах предуральского краевого прогиба и приурочена к группе погребенных рифогенных массивов сакмаро-артинского яруса, Кузьминовский массив.
На Кузьминовском промысле начинал работать Такоев, Дзандар Авсимайхович, будущий лауреат Ленинской премии, управляющим трестом «Ставропольнефть», начальник нефтепромыслового управления «Первомайнефть», заместитель начальника Управления нефтяной и газовой промышленности Куйбышевского совнархоза